# Enicospilus braunsii
Enicospilus braunsii är en stekelart som först beskrevs av Joseph Kriechbaumer 1901.  Enicospilus braunsii ingår i släktet Enicospilus och familjen brokparasitsteklar. Inga underarter finns listade i Catalogue of Life.